# Sulejman ibn Hišam
Sulayman ibn Hisham (732. – 747.) bio je omejidski (arapski) princ i vojskovođa, poznat po sudjelovanju u bizantsko-arapskim ratovima, kao i građanskim ratovima koji su označili kraj omejidske dinastije. Bio je sin kalifa Hišama; za vrijeme njegove vladavine je od 737. do 742. izveo niz pohoda na bizantska područja u Maloj Aziji koji su završili s promjenjivim ishodom; među njima se ističe onaj koji je doveo do teškog arapskog poraza u bitci kod Akroinona. Usprkos toga, uživao je veliku popularnost, a zbog čega je nakon Hišamove smrti 743. došao u nemilost njegovog nasljednika al-Valida II., koji je, pak, bio kritiziran zbog sklonosti pijančevanju i nemoralu. Al-Valid je Sulejmana dao zatvoriti i mučiti; taj je potez, pak doveo do eksplozije nezadovoljstva te je general Marvan ibn Muhamed pokrenuo puč kojim je u proljeće 744. al-Valid svrgnut i ubijen, a za novog kalifa postavljen al-Validov brat Jezid III. Sulejman je pušten iz zatvora, a kada je listopada 744. Jezid umro, Sulejman je ušao u službu njegovog nasljednika Ibrahima. Međutim, istovremeno je Marvan digao još jednu pobunu i porazio Sulejmana, te se proglasio kalifom. Sulejman se prosinca 744. godine predao Marvanu i prihvatio ga kalifa. 
Kada je, pak, sljedeće godine u Mezopotamiji izbio ustanak protiv Marvana, ustanici su Sulejmana proglasili za svog vođu. Sulejman je potom prešao u službu al-Dahhak ibn Qays al-Shaybanija, samozvanog haridžitskog kalifa. Godine 747. ih je Marvan uspio poraziti. Sulejman je pred njim pobjegao u Indiju gdje je umro u izgnanstvu.